# Айзенхёфер, Генрих
Генрих Айзенхёфер (нем. Heinrich Eisenhöfer; 19 февраля 1892, Пирмазенс, Германская империя — 28 мая 1947, Ландсбергская тюрьма) — оберштурмфюрер СС, начальник отдела по управлению имуществом заключенных и заместитель начальника административного отдела концлагеря Маутхаузен.

## Биография
Генрих Айзенхёфер родился 19 февраля 1892 года в Пирмазенсе неподалёку от Кайзерслаутерна. После учёбы в народной школе посещал гимназию, где в 1911 году сдал экзамены на аттестат зрелости. Впоследствии получил коммерческое образование. В 1913 году был призван в Германскую имперскую армию и проходил службу в 18-м баварском пехотном полку. После объявления мобилизации во время Первой мировой войны в качестве унтер-офицера воевал в составе в 5–го баварского пехотного полка. В августе 1918 года попал в британский плен, из которого был освобождён 30 ноября 1919 года.
В 1920 году вступил в Младогерманский орден. В 1931 году был зачислен в ряды СС (№ 162304). 1 мая 1933 года вступил в НСДАП (билет № 2266758). С 1931 года работал в компании Stahlwerks-Verband AG в Дюссельдорфе в качестве руководителя отдела по железнодорожным и транспортным вопросам. Осенью 1938 года в качестве резервиста люфтваффе принимал участие в аннексии Судетской области. 1 сентября 1939 года был призван в Войска СС.
В начале сентября 1939 года поступил на службу в концлагерь Маутхаузен, где изначально был командиром взвода, а позже в качестве ротного старшины служил во 2-й роте отрядов СС «Мёртвая голова». 30 января 1942 года был произведён в унтерштурмфюреры СС и год служил командиром 4-й роты, использовавшейся для учебных целей. С конца 1942 и до августа 1943 года был командиром подлагеря в карьере Винер Грабен. В феврале 1943 года был переведен в отдел IV (администрация) и стал начальником отдела по управлению имуществом заключенных. На этой должности отвечал за сохранность личного имущества заключенных. В конце 1944 года стал 2-м руководителем административного отдела и казначеем.
25 мая 1945 года в Оберхофе был арестован военнослужащими армии США и помещён в лагерь для интернированных Ордруф. 9 февраля 1946 года был доставлен в Дахау, где ему было предъявлено обвинение в рамках процесса по делу о преступлениях в концлагере Маутхаузен. В суде признался не только в создании расстрельных команд для казней, но и в том, что лично участвовал в казнях в нескольких случаях. 13 мая 1946 года был приговорён к смертной казни через повешение. 28 мая 1947 года приговор был приведён в исполнение в Ландсбергской тюрьме.